# Conservatorio Profesional de Música Pablo Sarasate
El Conservatorio Profesional de Música Pablo Sarasate, anteriormente denominado Conservatorio Navarro de Música Pablo Sarasate, es un centro de educación musical con sede en la Ciudad de la Música de Navarra, en Pamplona, la capital de la Comunidad Foral de Navarra, España. La sede está compartida con el Conservatorio Superior de Música de Navarra.

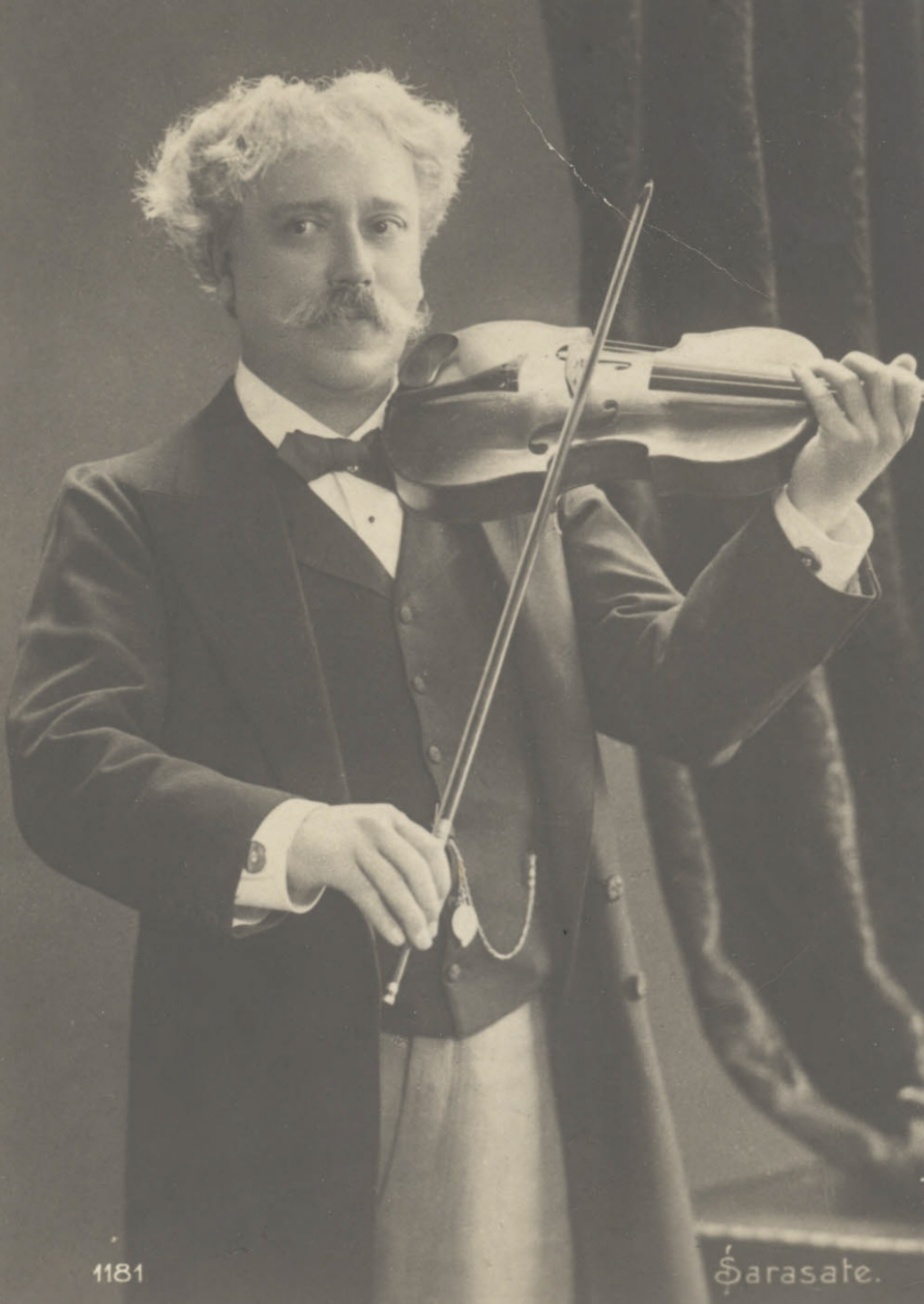
Pablo de Sarasate, violinista y compositor pamplonés, en cuyo honor se nombró al conservatorio

## Historia
En 1858, el Ayuntamiento de Pamplona promovió la escuela municipal de música, que más tarde se denominó Academia Municipal de Música y que fue el segundo centro de enseñanza musical de España, tras el Real Conservatorio Superior de Música de Madrid. 
Con sede en la Academia, la Diputación Foral de Navarra creó en 1956 el Conservatorio Navarro de Música Pablo Sarasate, cuyo primer curso se inició el 3 de septiembre de 1957. Entre los implicados en esta iniciativa se encuentran el empresario Félix Huarte Goñi, músicos navarros como Martín Lipúzcoa (que fue el primer director del conservatorio) y el compositor tudelano Fernando Remacha. 

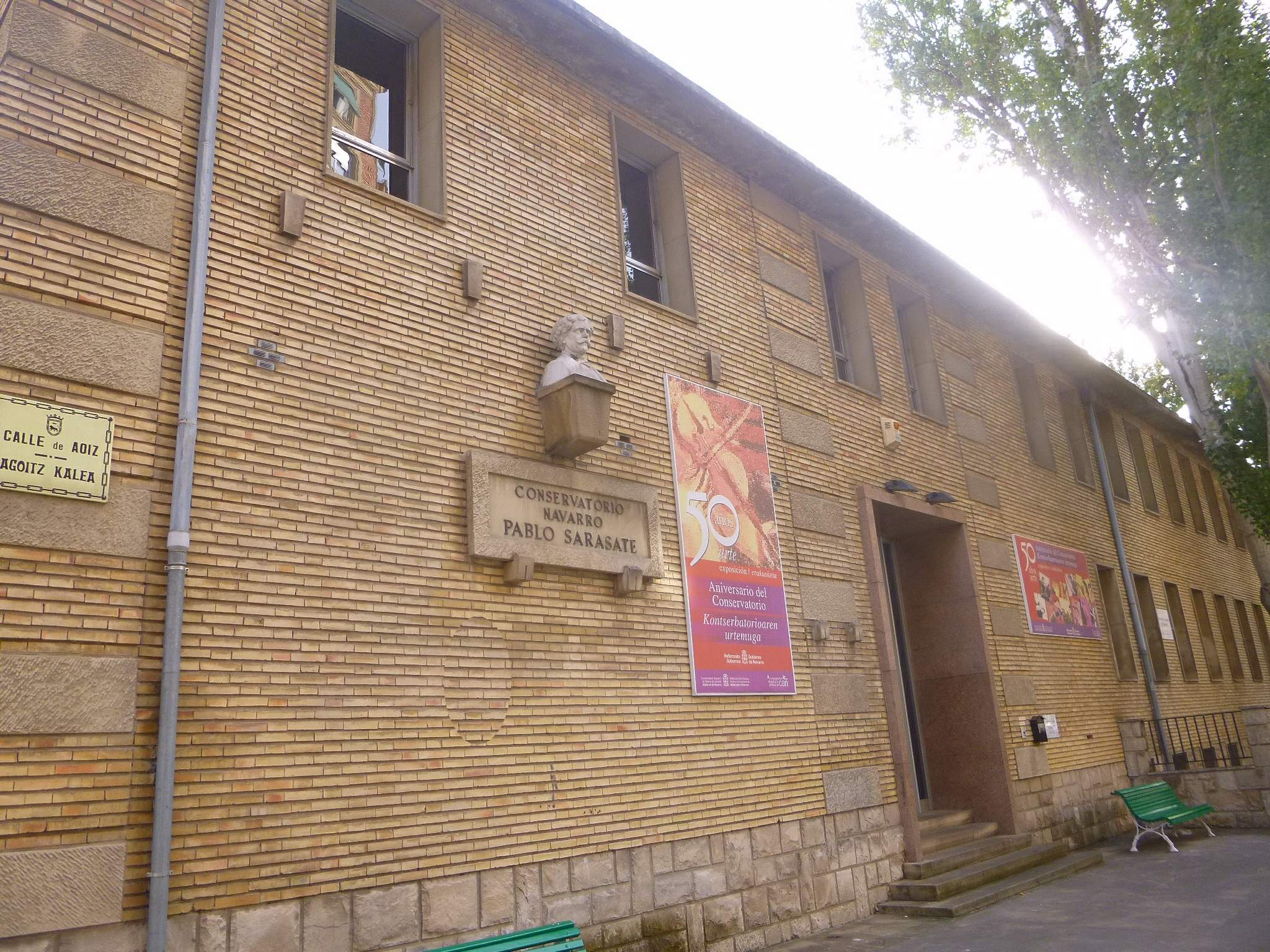
Antigua sede del Conservatorio Navarro Pablo Sarasate en la calle Aoiz de Pamplona

En el curso 2004-2005 se llevó a cabo la separación física y administrativa entre el Conservatorio Profesional de Música Pablo Sarasate y el Conservatorio Superior de Música de Navarra que en 1990 se había creado dentro del Conservatorio Navarro Pablo Sarasate. 
A mediados de 2011, se estaba construyendo una nueva sede, la Ciudad de la Música, para albergar juntas ambas escuelas. Se esperaba entonces que las obras finalizaran en junio de ese año y que en el curso lectivo 2011-2012 funcionara el Conservatorio Superior en las nuevas instalaciones, integrado en la llamada Ciudad de la Música, un complejo con 15 550 m² de superficie, promovida por el Gobierno de Navarra ubicada en el barrio de Mendebaldea, donde también funcionará el Conservatorio Profesional. Los costos de construcción de la Ciudad de la Música se estimaron entre 21 y 28 millones de euros

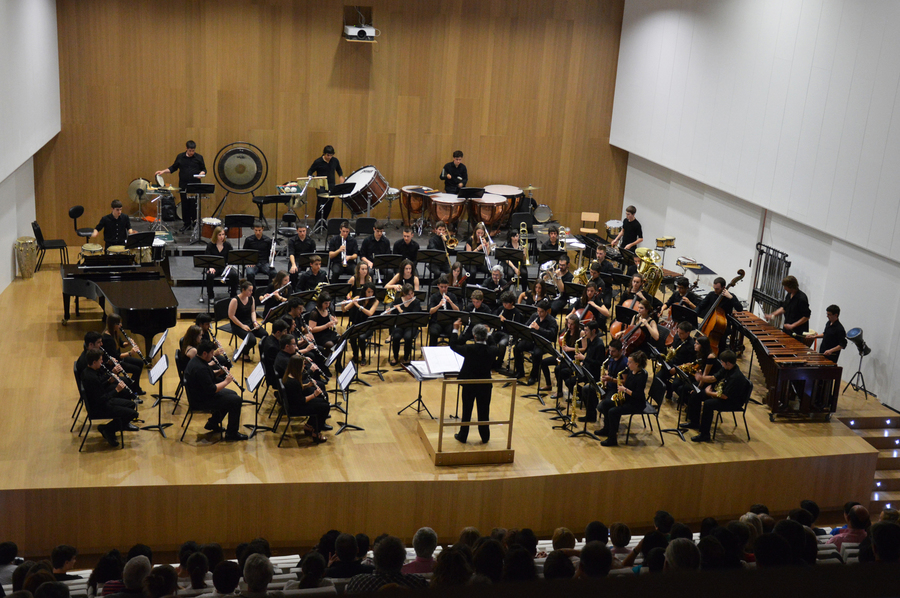
Orquesta Sinfónica del Conservatorio Profesional de Música "Pablo Sarasate"

## Enlaces externos
- «Conservatorio Pablo Sarasate». Dirección General de Cultura - Institución Príncipe de Viana. Consultado el 21 de junio de 2023.

- Datos: Q8350074